# Градски ансамбл народних игара и песама Пожаревац
| ГАНИП            |                                          |
|                  |                                          |
| Оснивач:         | Центар за културу Пожаревац              |
| Шеф оркестра     | Саша Грујић                              |
| Вокални педагог  | Љубица Миладиновић                       |
| Руководилац      | Стефан Станковић                         |
| Седиште:         | Јована Шербановића 1, · Пожаревац Србија |
| Веб презентација | ГАНИП                                    |
| Контакт:         | 012/522-481                              |

Градски ансамбл народних игара и песама Пожаревац (ГАНИП) ради као организациони део Центра за културу у Пожаревцу. Основан је са циљем да фолклорну уметност промовише кроз врхунско уметничко и високо стручно  извођење и да несебично чувају и негују посебне врсте уметности кроз игру, песму, музику, костим, народне инструменте, обичаје и др.
Ансамбл је изузетно велики колектив, који окупља више од две стотине заљубљеника-аматера у фолклорну уметност. Рад у Ансамблу организован је на следећи начин:
- 3 дечије старосне групе
- Припремни ансамбл
- Извођачки ансамбл
- Дечији етно хорић
- Женска певачка група
- Мушка певачка група
- Народни оркестар

Посебна пажња последњих година посвећена традиционалној српској музици кроз рад Етно хорића и веома успешне Женске певачке групе. Поред одржавања самосталних концерата, Женска певачка група побеђивала је на такмичењима у Ваљеву и Неготину, преносећи добар глас пожаревачких девојака и промовишући град Пожаревац широм Србије.
Током свог постојања Ансамбл је свој репертоар обогатио са више од 40 кореографија еминентних српских кореографа. Поред великих концерата које одржава у Центру за културу, Ансамбл је велики промотер фолклорне уметности по нашем крају, па и целој Србији сарађујући са другим КУД-овима. Такође, сваку уметничку сезону обележи бар по једно учешће на неком од великих европских фестивала. До сада су гостовали у Шпанији (Ронда, Сарагоса, Кадиз), Грчка (Јањина, Лариса, Лефкада), Пољска (Олштин, Закопане), Румунија (Питешти, Галати), Турска (Анкара, Кушадаси, Измир), Мађарска (Ђенђеш), Француска (Марсеј), Македонија (Охрид, Битољ).